# Scooby-Doo, var är du!
Scooby-Doo, var är du! är den första serien av Hanna-Barberas Scooby-Doo. TV-serien skapades av Joe Ruby och Ken Spears, och hade premiär på CBS 13 september 1969 och fortsatte under två säsonger med totalt 25 avsnitt. Dess sista avsnitt hade premiär 31 oktober 1970.

## Handling
Serien kretsar kring Scooby-Doo, en något feg hund av rasen grand danois. Hans bästa vän är hans husse Norville "Shaggy" Rogers. Scooby och Shaggy är medlemmar i Mysteriegänget, som även inkluderar Fred "Freddie" Jones, Daphne Blake och Velma Dinkley. De är tonåringar som reser runt i en grön skåpbil som de kallar Mysteriebilen. Gängets stora hobby är att lösa mysterier, ofta knutna till spöken och monster, även om Scooby och Shaggy är motvilliga. I varje avsnitt när ett mysterium har blivit löst visar sig ofta spökena och monstren vara skurkar i förklädnad, maskiner eller hologram.

## Avsnittsguide

### Säsong 1: 1969
| Nmr. | Titel                             | Skurk(ar)                                         | Skyldig(a)                               | Ursprungligen sänt |
| --- | --------------------------------- | ------------------------------------------------- | ---------------------------------------- | ------------------ |
| 45-01 | "What a Night for a Knight"       | Svarte riddaren                                   | Mr. Wickles                              | 13 september 1969  |
| På väg hem från biografen upptäcker Shaggy och Scooby-Doo en kvarlämnad svart rustning i en pickup, och gänget levererar den till det lokala museet. Ungdomarna tar sig sedan in i museet för att söka ledtrådar efter att ha fått höra att arkeologen som transporterade rustningen är försvunnen, och upptäcker att riddarrustningen har vaknat till liv.                                           |                                   |                                                   |                                          |                    |
| 45-02 | "A Clue for Scooby-Doo"           | Kapten Cutlers spöke                              | Kapten Cutler                            | 20 september 1969  |
| Ungdomarnas strandparty avbryts av ett spöke i en grönt glödande djuphavsdykardräkt, som de tror har ett samband med försvinnandet av ett flertal båtar i en vik som kallas "Skeppskyrkogården". |                                   |                                                   |                                          |                    |
| 45-03 | "Hassle in the Castle"            | Fantomen av Vásquezslottet                        | Bluestone den store                      | 27 september 1969  |
| Gänget ger sig ut på en båtexpedition, men blir vilsna i dimman och går på grund på en hemsökt ö. De bestämmer sig för att ta sig till det övergivna Vázquezslottet på ön för att få hjälp, men stöter istället på en genomskinlig, vit fantom som hotar dem att lämna ön och aldrig komma tillbaka.                                                                                                  |                                   |                                                   |                                          |                    |
| 45-04 | "Mine Your Own Business"          | Gruvarbetaren från -49                            | Hank                                     | 4 oktober 1969     |
| Tack vare Shaggys dåliga kartläsning hamnar mysterielösarna i Guldstaden, en gammal gruvstad som bebos av spöket efter en gruvarbetare från 1849. |                                   |                                                   |                                          |                    |
| 45-05 | "Decoy for a Dognapper"           | Spöket efter Geronimo och fantomshamanen          | Buck Masters                             | 11 oktober 1969    |
| När en våg av hundkidnappningar oroar den prisbelönte hundtränaren Buck Masters erbjuder gänget att Scooby-Doo ska posera som lockbete för att fånga hundtjuvarna. Men deras plan fungerar alldeles för väl när Scooby själv blir stulen, vilket leder gänget till att upptäcka att tjuvarna verkar vara under kommando av en spöklik indiansk häxdoktor.                                             |                                   |                                                   |                                          |                    |
| 45-06 | "What the Hex Going On?"          | Elias Kingstons spöke                             | Stewart Weatherby                        | 18 oktober 1969    |
| Ungdomarna besöker sin vän Sharon Weatherby, vars farbror Stuart har blivit förhäxad av Elias Kingstons spöke. När Stuart försvinner helt och hållet går Mysteriegänget till den övergivna och påstått hemsökta Kingstonherrgården i grannskapet i sitt sökande efter honom och spöket. |                                   |                                                   |                                          |                    |
| 45-07 | "Never Ape an Ape Man"            | Apmannen                                          | Carl                                     | 25 oktober 1969    |
| Gänget får jobb som hjälpredor i en tagning av Apmannen från det förbjudna berget, en film som regisseras av Daphnes farbror John. Senare vaknar legenden av den härjande Apmannen till liv, och farbror Johns film riskerar att aldrig bli färdig. |                                   |                                                   |                                          |                    |
| 45-08 | "Foul Play in Funland"            | Roboten Charlie                                   | Sarah Jenkins                            | 1 november 1969    |
| Gänget upptäcker att tivolit Funland visar sig vara igång efter stängningstid, och går dit för att undersöka. De upptäcker att en galen robot springer lös där, men när de meddelar vaktmästaren blir de avvisade av honom och hans fru, vilket övertygar ungdomarna att lösa mysteriet. |                                   |                                                   |                                          |                    |
| 45-09 | "The Backstage Rage"              | Fantomdockspelaren                                | Dörrvakten Pop, även känd som Mr. Pietro | 8 november 1969    |
| Medan de äter pizza hittar Shaggy och Scooby-Doo ett fiolfodral, fyllt med förfalskade pengar. Medan Scooby är distraherad av en hunddocka blir fodralet med pengarna stulet. Shaggy, Scooby och resten av gänget hittar resterna av en marionettledare på platsen, vilket leder dem till den lokala dockteatern, där de avslöjar en förfalskningsoperation som styrs av en spöklik marionettmästare. |                                   |                                                   |                                          |                    |
| 45-10 | "Bedlam in the Big Top"           | Spökclownen                                       | Hypnotisören Harry                       | 15 november 1969   |
| Mysteriegänget möter en tyngdlyftare och en dvärg, som båda är på flykt från en cirkus som sägs vara hemsökt av ett clownspöke. Gänget ger sig av till cirkusplatsen för att undersöka, men ett flertal av dem faller offer för spökclownens hypnotiska skicklighet. Scooby blir en lingångare, Shaggy en lejontämjare och Daphne en enhjulingscyklist.                                               |                                   |                                                   |                                          |                    |
| 45-11 | "A Gaggle of Galloping Ghosts"    | Varulven, greve Dracula och Frankensteins monster | Big Bob Oakley                           | 22 november 1969   |
| På väg mot Frankens slott stannar gänget för att få sin framtid spådd av en zigenerska. Hon varnar dem att de kommer att gå under om de går till slottet. Gänget anländer till slottet i alla fall, där de stöter på en vampyr, Frankensteins monster och en varulv på slottsgården som ständigt jagar dem.                                                                                           |                                   |                                                   |                                          |                    |
| 45-12 | "Scooby-Doo and A Mummy, Too"     | Ankhas mumie                                      | Dr. Najib                                | 29 november 1969   |
| Medan gänget hjälper fakulteten på det lokala arkeologiska studentdepartmentet att sätta upp reliken av Ankhas mumiegrav vaknar den 3000 år gamla mumien till liv, varefter den förvandlar professorerna till sten och jagar ungdomarna för att få tag i ett forntida egyptiskt mynt i Shaggys förvar.                                                                                                |                                   |                                                   |                                          |                    |
| 45-13 | "Which Witch is Which?"           | Träskhäxan och zombien                            | Zeke och Zeb Perkins                     | 6 december 1969    |
| Medan de är vilsna i ett träsk stöter gänget på en zombie som skrämmer upp dem. I en närliggande by i träskets utkant påbörjar de en undersökning efter att ha fått höra att en häxa förde zombien till liv med voodoo och skrämde bort byborna. |                                   |                                                   |                                          |                    |
| 45-14 | "Go Away Ghost Ship"              | Rödskäggs spöke och hans besättning               | C.L. Magnus och två medhjälpare          | 20 december 1969   |
| Tidningen rapporterar att den lokale rederiägaren C.L. Magnus företag är på väg att gå i konkurs på grund av att piraten Rödskäggs spöke hemsöker hamnen och stjäl skeppens last. Efter att ha läst artikeln och rådfrågat Magnus ger sig gänget ut för att se om de kan stoppa det 300 år gamla spöket.                                                                                              |                                   |                                                   |                                          |                    |
| 45-15 | "Spooky Space Kook"               | Rymdspöket                                        | Henry Bascombe                           | 13 december 1969   |
| Gänget får slut på bensin vid en gammal bondgård, vars ägare berättar om ett spöklikt flygande tefat och ett spöke från yttre rymden som hemsöker ett övergivet flygfält i närheten. |                                   |                                                   |                                          |                    |
| 45-16 | "A Night of Fright is No Delight" | De skrattande gröna spökena                       | Cosgoode Creeps och Cuthbert Crawls      | 10 januari 1970    |
| Scooby-Doo nämns i överste Beauregard Sanders testamente, en excentrisk miljonär som han räddade ett par år tidigare. Det enda sättet för Scooby och de andra fyra arvingarna att göra anspråk på arvet är att stanna i överstens herrgård över natten, som de snart bevittnar är hemsökt av två skugglika fantomer.                                                                                  |                                   |                                                   |                                          |                    |
| 45-17 | "That's Snow Ghost"               | Snöspöket                                         | Mr. Greenway                             | 17 januari 1970    |
| Under sin skidsemester i en vinterstuga blir ungdomarna uppskrämda av spöket efter en snövarelse, som sägs kunna förvandla alla den får tag i till spöken. I sitt sökande efter ledtrådar möter gänget en tibetansk eremit, som säger sig vara ansvarig för monstrets uppkomst. |                                   |                                                   |                                          |                    |

### Säsong 2: 1970
| Nmr. | Titel                                   | Skurk(ar)                                 | Skyldig(a)                                                  | Ursprungligen sänt |
| --- | --------------------------------------- | ----------------------------------------- | ----------------------------------------------------------- | ------------------ |
| 45-18 | "Nowhere to Hyde"                       | Mr. Hydes spöke                           | Dr. Jekyll                                                  | 12 september 1970  |
| På väg hem från matbutiken stöter gänget på Mr. Hydes spöke, en ökänd juveltjuv, som gömmer sig bak i mysteriebilen, och därefter springer igenom ett kärr och tar sig in i ett spöklikt hus. Huset visar sig vara Dr. Jekylls hem (barnbarns barn till den fiktiva figuren), som fruktar att han förvandlas till Mr. Hydes spöke. Gänget börjar söka igenom huset efter ledtrådar och ser hembiträdet som en möjlig misstänkt, men blir ständigt jagade av spöket. |                                         |                                           |                                                             |                    |
| 45-19 | "Mystery Mask Mix-Up"                   | Zen Tuos spöke och de kinesiska zombierna | Mr. Fong och två medhjälpare                                | 19 september 1970  |
| Efter att ha besökt en kinesisk nyårsparad går gänget för att handla i en kuriosabutik, där Daphne köper en gyllene mask. Hon får snart reda på att den blev stulen från kryptan till en kinesisk fältherre, Zen Tuo, och nu vill hans spöke och hans två zombifierade medhjälpare ha den tillbaka. |                                         |                                           |                                                             |                    |
| 45-20 | "Jeepers, It's the Creeper"             | Kryparen                                  | Mr. Carswell                                                | 26 september 1970  |
| På väg till sin högskolelogdans får gänget syn på en avsvimmad bankvakt och hans bil. Efter att han mumlat fram några ledtrådar upptäcker de att de lokala bankerna har blivit rånade av en mystisk zombieliknande fantom som kallas Kryparen Notering: Den deformerade skurken/namnet "Creeper" är baserad efter skådespelaren Rondo Hatton |                                         |                                           |                                                             |                    |
| 45-21 | "Scooby's Night with a Frozen Fright"   | Grottmannen                               | Prof. Wayne                                                 | 3 oktober 1970     |
| Under en fisketur krokar Shaggy och Scooby-Doo en tvåmiljoner år gammal grottman som blivit infryst i ett isblock, som gänget får veta gått förlorad till havs under en våldsam storm. De tar grottmannen till Oceanland-akvariet, men när någon smälter isblocket och grottmannen gör tumult bestämmer sig gänget för att hålla sig kvar och undersöka. |                                         |                                           |                                                             |                    |
| 45-22 | "Haunted House Hang-Up"                 | Den huvudlöse gengångaren och fantomen    | Penrod Stillwall (friad) och Asa Shanks                     | 10 oktober 1970    |
| Mysteriebilens motor blir överhettad framför en spöklik herrgård, och gänget går för att hitta hjälp, men stöter till sin fasa på en huvudlös gengångare. Men vad är det för mystiska knackande ljud de hör, och leder ledtrådarna överallt i huset dem till en gömd skatt? |                                         |                                           |                                                             |                    |
| 45-23 | "A Tiki Scare is No Fair"               | Häxdoktorn och Mano Tiki Tia              | John Sims och en jätterobot som styrdes av hans medhjälpare | 17 oktober 1970    |
| Shaggy och Scoobys semester i Hawaii avbryts av en häxdoktor, som varnar turisterna och lokalbefolkningen att de befinner sig på guden Mano Tiki Tias heliga marker. Gängets guide Mr. Sims försvinner och gänget letar efter honom i den påstådda förhäxade byn. NOT: Det här är det enda avsnittet i säsong 2 där det inte är någon sång under jaktscenen. |                                         |                                           |                                                             |                    |
| 45-24 | "Who's Afraid of the Big Bad Werewolf?" | Varulven Silas Longs spöke                | Boskapstjuv                                                 | 24 oktober 1970    |
| Under en campingtur hör gänget ylandet av en varg och följer vargliknande spår till Silas Longs öppna och tomma grav. Han misstänktes vara en varulv. De följer hans spår vidare till ett gammalt övergivet sågverk, fyllt med ull, tomma tunnor och varulvsspöket. |                                         |                                           |                                                             |                    |
| 45-25 | "Don't Fool with a Phantom"             | Vaxfantomen                               | Roger Stevens                                               | 31 oktober 1970    |
| Medan de deltar i Johnny Sands dans- och spelshow på den lokala TV-stationen stöter gänget på en fantom av vax som stjäl ett kassaskåp fullt med pengar och kidnappar stationens manager. Är fantomen en bluff eller resultatet av en förbannelse från en gammal anställd på stationen som söker hämnd för att hans show lades ner? |                                         |                                           |                                                             |                    |

## Rollista

### Engelskspråkiga röster
- Don Messick - Scooby-Doo
- Casey Kasem - Shaggy
- Frank Welker - Fred
- Stefanianna Christopherson - Daphne (1969–70)
- Heather North - Daphne (1970, 1978)
- Nicole Jaffe - Velma (1969–70)
- Pat Stevens - Velma (1978)

Ledande sångare i öppningsvinjetten (1969–70, 1978): Larry Markes

Sångare i öppningsvinjetten (1969–70, 1978): Paul Costello

Ledande sångare i öppningsvinjetten och "jaktsångerna (1970): George A. Robertson, Jr. (Austin Roberts)

Bakgrundssångare i öppningsvinjetten och "jaktsångerna (1970): Susan Steward och Michael Stull

### Svenskspråkiga röster

#### Media Dubb
Dubbade hela säsong 1 och första halvan av säsong 2, som visades på TV3. Men endast säsong 1 gavs ut på DVD med denna dubbning.
- Steve Kratz - Scooby-Doo
- Peter Harryson - Shaggy
- Malin Nilsson - Daphne
- Annica Smedius - Velma
- Mattias Knave - Fred

Andra röster: Peter Sjöquist, Johan Hedenberg, Fredrik Dolk, Irene Lindh m.fl.

Titelsång: Tommy Nilsson

#### Sun Studio Köpenhamn
Dubbade 4 avsnitt från Säsong 1 för DVD-filmen Scooby-Doo - Ruskigaste Historier
- Stefan Frelander - Scooby-Doo
- Thomas Engelbrektson - Shaggy
- Lena Ericsson - Daphne
- Gizela Rasch - Velma
- Stefan Frelander - Fred

Andra röster: Mikael Roupé, Olli Markenros, m.fl.

### Sun Studio Stockholm
Dubbade endast säsong 2, som gavs ut på DVD.
- Stefan Frelander - Scooby-Doo
- Kristian Ståhlgren/Bobo Eriksson - Shaggy
- Sharon Dyall - Daphne
- Jennie Jahns - Velma
- Peter Sjöquist - Fred

Andra röster: Gunnar Ernblad, Annica Smedius, Adam Fietz m.fl.